# Aleksander Stankiewicz
Aleksander Stankiewicz (ur. 5 stycznia 1941 we Lwowie) – polski pływak, mistrz Polski, specjalista stylu stylu motylkowego.

## Kariera sportowa
Był zawodnikiem Ślęzy Wrocław (1954–1960 i 1962–1967) i Śląska Wrocław (1961–1962). Na basenie 50-metrowym zdobył indywidualnie 11 złotych medali mistrzostw Polski (na dystansie 100 m stylem motylkowym: 1960, 1961, 1962, 1963, 1964, 1965, na dystansie 200 m stylem motylkowym: 1961, 1962, 1963, 1964, 1965), jeden tytuł wicemistrzowski (100 m stylem motylkowym w 1959) i trzy brązowe medale mistrzostw Polski (200 m stylem motylkowym: 1959, 1960, 1967). Był też mistrzem Polski w sztafecie 4 x 100 m stylem zmiennym (1963), 4 x 200 m stylem dowolnym (1965), wicemistrzem Polski w sztafecie 4 x 100 m stylem dowolnym (1965), wicemistrzem Polski w sztafecie 4 x 100 m stylem zmiennym (1965). Sześciokrotnie zdobywał złote medale na zimowych mistrzostwach Polski (100 m stylem motylkowym: 1961, 1964, 1965, 1966, 200 m stylem motylkowym: 1964, 1965).
W latach 1960–1965 sześciokrotnie bił rekord Polski na basenie 50-metrowym, na dystansie 100 m stylem motylkowym (do wyniku 1:01,9 w dniu 23 sierpnia 1965), w latach 1961–1965 również sześciokrotnie bił rekord Polski na basenie 50-metrowym na dystansie 200 m stylem motylkowym (do wyniku 2:20,2 w dniu 21 lipca 1965). Był też rekordzistą Polski w sztafecie 4 x 100 m stylem zmiennym.